# Vrilissia
Vrilissia  (Grieks: Βριλήσσια) is een gemeente (dimos) in de Griekse bestuurlijke regio (periferia) Attica.